# Allan S. Hay
Allan Stuart Hay (* 23. Juli 1929 in Edmonton, Alberta; † 14. August 2017 in Niskayuna, New York) war ein kanadischer Chemiker und Hochschullehrer an der McGill University. Er ist durch die Synthese von Polyphenylenether, aus dem unterschiedliche Blends entwickelt wurden, bekannt.

## Karriere
Allan Hay schloss 1950 an der University of Alberta sein Studium mit dem Bachelor of Science ab, 1952 erreichte er dort den Master of Science. 1955 erlangte er an der University of Illinois at Chicago einen Doktortitel.
Er war von 1955 bis 1988 als Forscher und Manager bei General Electric tätig. 1975 erhielt er zusätzlich eine Anstellung bei der University of Massachusetts Amherst.
1987 wurde Hay Professor für Polymerchemie an der McGill University in Montreal. Den Lehrstuhl für Polymerchemie hatte er bis 1995 inne, den Lehrstuhl für Chemie von 1997 bis 2014. 2014 beendete er seine Lehrtätigkeit und zog nach Niskayuna.

## Auszeichnungen und Ehrungen
1981 wurde Hay Mitglied der Royal Society in London. Er erhielt 1984 den IRI Achievement Award des Industrial Research Institute in Anerkennung seiner Verdienste in Wissenschaft und Technologie und der Gesellschaft im Allgemeinen für die Entdeckung der Polymerisation durch oxidative Kupplung. 1985 erhielt er den Chemical Pioneer Award des American Institute of Chemists.